# Campeonato Argentino de Mayores 1994
El Campeonato Argentino de Mayores de 1994 fue la quincuagésima edición del torneo de uniones regionales organizado por la Unión Argentina de Rugby. La Unión de Rugby de Rosario organizó las fases finales del campeonato por tercera vez en su historia y su quinta final en general. Los encuentros definitorios se disputados el 6 y 8 de mayo de 1994 en las instalaciones del Club Atlético Newell's Old Boys y el Club Atlético del Rosario.
Participó por primera vez en esta edición la Unión de Rugby de Formosa, una nueva unión regional que no estaba afiliada a la UAR pero intervino como unión invitada. Esta unión reunió y representó a clubes de la Provincia de Formosa, algunas de las cuales formaban parte de la Unión de Rugby del Nordeste previo a su creación en 1988. Además, la Unión de Rugby del Centro de la Provincia de Buenos Aires compitió por primera vez como un miembro pleno de la UAR.
El seleccionado de Buenos Aires se quedó con el campeonato al vencer 22-13 en la final a la Unión Cordobesa de Rugby, consiguiendo su vigésimo-quinto título en cincuenta ediciones del torneo.

## Equipos participantes
Participaron de esta edición veintidós equipos: veintiún uniones provinciales y la Unión Argentina de Rugby, representada por el seleccionado de Buenos Aires. Estos fueron divididos en un Grupo Campeonato (ocho equipos), un Grupo Ascenso (ocho equipos) y un Grupo Clasificación (seis equipos). 
| División                      | Equipo              | Unión                                                     |
| ----------------------------- | ------------------- | --------------------------------------------------------- |
| Grupo Campeonato 8 equipos    | Buenos Aires        | Unión Argentina de Rugby                                  |
| Grupo Campeonato 8 equipos    | Córdoba             | Unión Cordobesa de Rugby                                  |
| Grupo Campeonato 8 equipos    | Cuyo                | Unión de Rugby de Cuyo                                    |
| Grupo Campeonato 8 equipos    | Rosario             | Unión de Rugby de Rosario                                 |
| Grupo Campeonato 8 equipos    | Salta               | Unión de Rugby de Salta                                   |
| Grupo Campeonato 8 equipos    | San Juan            | Unión Sanjuanina de Rugby                                 |
| Grupo Campeonato 8 equipos    | Santa Fe            | Unión Santafesina de Rugby                                |
| Grupo Campeonato 8 equipos    | Tucumán             | Unión de Rugby de Tucumán                                 |
| Grupo Ascenso 8 equipos       | Alto Valle          | Unión de Rugby del Alto Valle de Río Negro y Neuquén      |
| Grupo Ascenso 8 equipos       | Austral             | Unión de Rugby Austral                                    |
| Grupo Ascenso 8 equipos       | Cuenca del Salado   | Unión de Rugby de la Cuenca del Salado                    |
| Grupo Ascenso 8 equipos       | Entre Ríos          | Unión Entrerriana de Rugby                                |
| Grupo Ascenso 8 equipos       | Mar del Plata       | Unión de Rugby de Mar del Plata                           |
| Grupo Ascenso 8 equipos       | Nordeste            | Unión de Rugby del Nordeste                               |
| Grupo Ascenso 8 equipos       | Santiago del Estero | Unión Santiagueña de Rugby                                |
| Grupo Ascenso 8 equipos       | Sur                 | Unión de Rugby del Sur                                    |
| Grupo Clasificación 6 equipos | Centro              | Unión de Rugby del Centro de la Provincia de Buenos Aires |
| Grupo Clasificación 6 equipos | Chubut              | Unión de Rugby del Valle del Chubut                       |
| Grupo Clasificación 6 equipos | Formosa             | Unión de Rugby de Formosa                                 |
| Grupo Clasificación 6 equipos | Jujuy               | Unión Jujeña de Rugby                                     |
| Grupo Clasificación 6 equipos | Misiones            | Unión de Rugby de Misiones                                |
| Grupo Clasificación 6 equipos | Oeste               | Unión de Rugby del Oeste de Buenos Aires                  |

El seleccionado de la Unión Jujeña de Rugby no pudo disputar sus encuentros al estar suspendida su afiliación a la Unión Argentina de Rugby.

## Formato
Los veintidós equipos participantes fueron divididos en tres categorías: Grupo Campeonato, Grupo Ascenso y Grupo Clasificación. Cada grupo se resolvió con el sistema de todos contra todos a una sola ronda y alternando encuentros de local y visitante.
Grupo Campeonato
El Grupo Campeonato se dividió en dos zonas (A y B) de cuatro equipos cada una. Los primeros y segundos de cada zona clasificaron a la fase final del torneo. Los dos equipos que finalizaron últimos en sus zonas descendieron al Grupo Ascenso de la siguiente edición. 
Grupo Ascenso
El Grupo Ascenso se dividió en dos zonas (A y B) de cuatro equipos cada una. Los ganadores de cada zona ascendieron al Grupo Campeonato de la siguiente edición, mientras que los últimos descendieron al Grupo Clasificación. 
Grupo Clasificación
El Grupo Clasificación se dividió en dos zonas (A y B) de tres equipos cada una. Los ganadores de cada zona ascendieron al Grupo Ascenso de la siguiente edición.
Fase final
En la fase final, los cuatro equipos provenientes del Grupo Campeonato disputaron encuentros a eliminación directa (semifinales y final) en una sede única designada, con el vencedor siendo considerado el campeón de la temporada.

## Grupo Campeonato

### Zona A
| Pos. | Equipos  | Partidos | Partidos | Partidos | Tantos | Tantos | Tantos | Pts. |
| Pos. | Equipos  | G        | E        | P        | PF     | PC     | DP     | Pts. |
| ---- | -------- | -------- | -------- | -------- | ------ | ------ | ------ | ---- |
| 1.°  | Córdoba  | 3        | 0        | 0        | 125    | 64     | +61    | 6    |
| 2.°  | Tucumán  | 2        | 0        | 1        | 110    | 69     | +41    | 4    |
| 3.°  | Cuyo     | 1        | 0        | 2        | 70     | 91     | -21    | 2    |
| 4.°  | Santa Fe | 0        | 0        | 3        | 62     | 143    | -81    | 0    |

|  | Clasifica a fase final         |
|  | Desciende a Grupo Ascenso 1995 |

|  | Córdoba | 39 - 29 | Cuyo |  |  |

|  | Tucumán | 56 - 29 | Santa Fe |  |  |

|  | Tucumán | 32 - 13 | Cuyo |  |  |

|  | Córdoba | 59 - 13 | Santa Fe |  |  |

|  | Córdoba | 27 - 22 | Tucumán |  |  |

|  | Cuyo | 28 - 20 | Santa Fe |  |  |

### Zona B
| Pos. | Equipos      | Partidos | Partidos | Partidos | Tantos | Tantos | Tantos | Pts. |
| Pos. | Equipos      | G        | E        | P        | PF     | PC     | DP     | Pts. |
| ---- | ------------ | -------- | -------- | -------- | ------ | ------ | ------ | ---- |
| 1.°  | Buenos Aires | 2        | 1        | 0        | 201    | 57     | +144   | 5    |
| 2.°  | Rosario      | 2        | 1        | 0        | 160    | 43     | +117   | 5    |
| 3.°  | San Juan     | 1        | 0        | 2        | 50     | 112    | -62    | 2    |
| 4.°  | Salta        | 0        | 0        | 3        | 42     | 241    | -199   | 0    |

|  | Clasifica a fase final         |
|  | Desciende a Grupo Ascenso 1995 |

| 16 de abril | Buenos Aires | 69 - 16 | San Juan | Estadio GEBA, Buenos Aires            |                                       |
|             |              | Reporte |          | Árbitro(s): Mario González (Nordeste) | Árbitro(s): Mario González (Nordeste) |

| 16 de abril | Salta | 6 - 112 | Rosario | Jockey Club, Salta |  |
|             |       | Reporte |         |                    |  |

| 23 de abril | Salta | 16 - 107 | Buenos Aires | Jockey Club, Salta                   |                                      |
|             |       | Reporte  |              | Árbitro(s): Gabriel Bertranou (Cuyo) | Árbitro(s): Gabriel Bertranou (Cuyo) |

|  | Rosario | 23 - 12 | San Juan |  |  |

| 30 de abril | Rosario | 25 - 25 | Buenos Aires | El Coloso del Parque, Rosario           |                                         |
|             |         | Reporte |              | Árbitro(s): Stewart Piercy (Inglaterra) | Árbitro(s): Stewart Piercy (Inglaterra) |

|  | San Juan | 22 - 20 | Salta |  |  |

## Grupo Ascenso

### Zona A
| Pos. | Equipos         | Partidos | Partidos | Partidos | Tantos | Tantos | Tantos | Pts. |
| Pos. | Equipos         | G        | E        | P        | PF     | PC     | DP     | Pts. |
| ---- | --------------- | -------- | -------- | -------- | ------ | ------ | ------ | ---- |
| 1.°  | Nordeste        | 3        | 0        | 0        | 150    | 31     | +119   | 6    |
| 2.°  | Sgo. del Estero | 2        | 0        | 1        | 61     | 76     | -15    | 4    |
| 3.°  | Entre Ríos      | 1        | 0        | 2        | 128    | 53     | +75    | 2    |
| 4.°  | C. del Salado   | 0        | 0        | 3        | 32     | 211    | -179   | 0    |

|  | Asciende a Grupo Campeonato 1995     |
|  | Desciende a Grupo Clasificación 1995 |

|  | Nordeste | 28 - 20 | Entre Ríos |  |  |

|  | Santiago del Estero | 33 - 24 | Cuenca del Salado |  |  |

|  | Nordeste | 83 - 8 | Cuenca del Salado |  |  |

|  | Santiago del Estero | 25 - 13 | Entre Ríos |  |  |

|  | Nordeste | 39 - 3 | Santiago del Estero |  |  |

|  | Entre Ríos | 95 - 0 | Cuenca del Salado |  |  |

### Zona B
| Pos. | Equipos       | Partidos | Partidos | Partidos | Tantos | Tantos | Tantos | Pts. |
| Pos. | Equipos       | G        | E        | P        | PF     | PC     | DP     | Pts. |
| ---- | ------------- | -------- | -------- | -------- | ------ | ------ | ------ | ---- |
| 1.°  | Mar del Plata | 3        | 0        | 0        | 142    | 20     | +122   | 6    |
| 2.°  | Sur           | 2        | 0        | 1        | 99     | 47     | +52    | 4    |
| 3.°  | Alto Valle    | 1        | 0        | 2        | 53     | 78     | -25    | 2    |
| 4.°  | Austral       | 0        | 0        | 3        | 28     | 177    | -149   | 0    |

|  | Asciende a Grupo Campeonato 1995     |
|  | Desciende a Grupo Clasificación 1995 |

|  | Mar del Plata | 38 - 5 | Alto Valle |  |  |

|  | Sur | 64 - 8 | Austral |  |  |

|  | Mar del Plata | 78 - 3 | Austral |  |  |

|  | Sur | 23 - 13 | Alto Valle |  |  |

|  | Mar del Plata | 26 - 12 | Sur |  |  |

|  | Alto Valle | 35 - 17 | Austral |  |  |

## Grupo Clasificación

### Zona A
El seleccionado de la Unión Jujeña de Rugby no participó del torneo al estar suspendida su afiliación a la Unión Argentina de Rugby.
| Pos. | Equipos  | Partidos | Partidos | Partidos | Tantos | Tantos | Tantos | Pts. |
| Pos. | Equipos  | G        | E        | P        | PF     | PC     | DP     | Pts. |
| ---- | -------- | -------- | -------- | -------- | ------ | ------ | ------ | ---- |
| 1.°  | Misiones | 1        | 0        | 0        | 31     | 10     | +21    | 2    |
| 2.°  | Formosa  | 0        | 0        | 1        | 10     | 31     | -21    | 0    |
| 3.°  | Jujuy    | -        | -        | -        | -      | -      | -      | -    |

|  | Asciende a Grupo Ascenso 1995 |

|  | Misiones | 31 - 10 | Formosa |  |  |

### Zona B
| Pos. | Equipos | Partidos | Partidos | Partidos | Tantos | Tantos | Tantos | Pts. |
| Pos. | Equipos | G        | E        | P        | PF     | PC     | DP     | Pts. |
| ---- | ------- | -------- | -------- | -------- | ------ | ------ | ------ | ---- |
| 1.°  | Centro  | 2        | 0        | 0        | 82     | 23     | +59    | 6    |
| 2.°  | Chubut  | 1        | 0        | 1        | 39     | 41     | -2     | 4    |
| 3.°  | Oeste   | 0        | 0        | 2        | 25     | 82     | -57    | 2    |

|  | Asciende a Grupo Ascenso 1995 |

|  | Centro | 60 - 6 | Oeste |  |  |

|  | Chubut | 22 - 19 | Oeste |  |  |

|  | Centro | 22 - 17 | Chubut |  |  |

## Fase final
Las fases finales del torneo se disputaron en Rosario, Provincia de Santa Fe, en el estadio del Club Atlético Newell's Old Boys. Debido a las condiciones climáticas y eventual estado del campo de juego, el partido por el tercer puesto no se disputó y la final se trasladó a las instalaciones de Atlético del Rosario.
|  | Semifinales  | Semifinales  | Semifinales  |              |         | Final         | Final         | Final         |  |
|  | 6 de mayo    | 6 de mayo    | 6 de mayo    |              |         | 8 de mayo     | 8 de mayo     | 8 de mayo     |  |
|  |              |              |              |              |         |               |               |               |  |
|  |              |              |              |              |         |               |               |               |  |
|  | Córdoba      | Córdoba      | 25           |              |         |               |               |               |  |
|  | Córdoba      | Córdoba      | 25           |              |         |               |               |               |  |
|  | Rosario      | Rosario      | 23           |              |         |               |               |               |  |
|  | Rosario      | Rosario      | 23           |              | Córdoba | Córdoba       | 13            |               |  |
|  |              |              |              |              | Córdoba | Córdoba       | 13            |               |  |
|  |              |              | Buenos Aires | Buenos Aires | 22      |               |               |               |  |
|  | Buenos Aires | Buenos Aires | Buenos Aires | Buenos Aires | 22      | 18            |               |               |  |
|  | Buenos Aires | Buenos Aires |              |              |         | 18            |               |               |  |
|  | Tucumán      | Tucumán      | 12           |              |         | Tercer puesto | Tercer puesto | Tercer puesto |  |
|  | Tucumán      | Tucumán      | 12           |              |         | Tercer puesto | Tercer puesto | Tercer puesto |  |
|  |              |              |              |              |         |               |               |               |  |
|  |              |              |              |              |         | Rosario       | Rosario       | -             |  |
|  |              |              |              |              |         | Rosario       | Rosario       | -             |  |
|  |              |              |              |              |         | Tucumán       | Tucumán       | -             |  |
|  |              |              |              |              |         | Tucumán       | Tucumán       | -             |  |
|  |              |              |              |              |         |               |               |               |  |

### Semifinales
| 6 de mayo | Córdoba | 25 - 23 | Rosario | El Coloso del Parque, Rosario           |                                         |
|           |         | Reporte |         | Árbitro(s): Kevin Ricketts (Inglaterra) | Árbitro(s): Kevin Ricketts (Inglaterra) |

| 6 de mayo | Buenos Aires | 18 - 12 | Tucumán | El Coloso del Parque, Rosario |  |
|           |              | Reporte |         |                               |  |

### Final
| 8 de mayo | Córdoba | 13 - 22 | Buenos Aires | Plaza Jewell, Rosario                   |                                         |
|           |         | Reporte |              | Árbitro(s): Stuart Piercey (Inglaterra) | Árbitro(s): Stuart Piercey (Inglaterra) |

|                        |
| Buenos Aires Campeón   |
| Vigésimo-quinto título |